# Otto Bartning

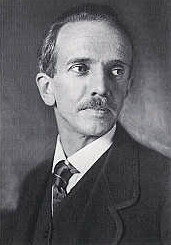
Otto Bartning, vor 1920

Otto Bartning (* 12. April 1883 in Karlsruhe; † 20. Februar 1959 in Darmstadt) war ein deutscher Architekt und Architekturtheoretiker, der vor allem mit seinen Kirchenbauwerken bekannt wurde. Zu seinen umfangreichsten Projekten gehörte sein Engagement als Architekt auf der Insel Helgoland nach dem Zweiten Weltkrieg. Die meisten noch vorhandenen Gebäude nach Bartnings Plänen stehen inzwischen unter Denkmalschutz.

## Leben
Otto Bartning wurde als jüngstes von fünf Kindern des Hamburger Kaufmanns Otto Bartning (1837–1911) und dessen Frau Jenny, geb. Doll, einer Tochter des evangelischen Theologen Karl Wilhelm Doll, geboren. Nach dem Abitur 1902 am Großherzoglichen Gymnasium in Karlsruhe begann er im Wintersemester des gleichen Jahres sein Studium der Architektur an der Technischen Hochschule Charlottenburg. Zu seinen Lehrern zählte u. a. Julius Carl Raschdorff. Von 27. März bis 5. Dezember 1904 unternahm Bartning eine Weltreise (in der älteren Literatur fälschlicherweise auf 1902–1903 datiert) und setzte dann sein Studium in Berlin – und für ein Semester in Karlsruhe bei Hermann Billing, Max Laeuger und Karl Moser – fort. Gleichzeitig war er ab Ende 1905 freischaffender Architekt in Berlin. Otto Bartning beendete sein Studium ohne Abschluss (zum Zeitpunkt gibt es widersprüchliche Quellenangaben: 1908 oder 1907).
Noch als Student baute Bartning seine erste Kirche, die evangelische Friedenskirche in Peggau in der Steiermark. Dem folgten in der Zeit bis zum Ersten Weltkrieg 17 weitere evangelische Kirchen in den überwiegend katholischen Donauländern, sogenannte Diasporakirchen. Der erste Kirchenbau Bartnings in Deutschland entstand 1909–1910 in Essen.
Ab 1912 war er Mitglied im Deutschen Werkbund, von 1919 bis 1923 gehörte er dessen Vorstand an. Zusammen mit Walter Gropius begründete er ab Ende 1918 die Bauhaus-Idee, formulierte weitgehend das Programm, war dann aber an der Gründung nicht beteiligt (Alleingang von Gropius). Bartning zählte zu den Begründern der Architektenvereinigung Der Ring. 1922 erregte sein (nicht ausgeführter) expressionistischer Entwurf einer Sternkirche Aufsehen, 1928 wurde er mit dem Bau der Stahlkirche auf dem Ausstellungsgelände der Pressa in Köln international bekannt. Nach dem Umzug des Bauhauses nach Dessau war Bartning 1926–1930 Direktor der neu gegründeten Staatlichen Bauhochschule Weimar. Nach dem Sieg der NSDAP in Thüringen 1930 musste er diese Funktion an Paul Schultze-Naumburg, den politischen Zögling des thüringischen NS-Ministers und späteren Reichsinnenministers Wilhelm Frick, abgeben. Danach war er vorwiegend wieder in Berlin tätig, unter anderem war er an der Errichtung der Siemensstadt beteiligt. 1943 arbeitete er an der Restaurierung der Heiliggeistkirche in Heidelberg.
Bartning gehörte in den 1920er Jahren zu den Teilnehmern an den Colpacher Gesprächen, die eine deutsch-französische Verständigung fördern sollten.
Er wohnte jedoch in dieser Zeit in Berlin-Schöneberg, unter anderem in der Friedrich-Wilhelm-Straße 6a.
Nach dem Zweiten Weltkrieg wurde Bartning Leiter der Bauabteilung des Evangelischen Hilfswerks in Neckarsteinach. Unter seiner Leitung legte das Hilfswerk mit Unterstützung ausländischer Kirchen zwei Serienkirchenprogramme auf. Bartning entwarf drei Typen von Notkirchen, von denen 43 in ganz Deutschland gebaut wurden, insbesondere dort, wo Flüchtlinge und Vertriebene aufgenommen worden waren. In einem Folgeprogramm wurden weitere, jetzt kleinere Kirchengebäude in den drei Typen Gemeindezentrum, Diasporakapelle und Haus der Kirche errichtet.
Bartning gründete 1946 gemeinsam mit Eugen Gerstenmaier den Evangelischen Siedlungsdienst zum Siedlungsbau. Er war auch maßgeblich an der Wiederbegründung des Deutschen Werkbundes beteiligt. Ab 1950 führte er mit dem Architekten Otto Dörzbach eine Bürogemeinschaft. Ende dieses Jahres war er nach Darmstadt gezogen und residierte fortan in einem Flügel des Ernst-Ludwig-Hauses auf der Mathildenhöhe. Im gleichen Jahr wurde er zum Zweiten Vorsitzenden des Deutschen Werkbundes und zum Präsidenten des Bundes Deutscher Architekten (BDA) gewählt. 1953 wurde die Otto-Bartning-Stiftung mit Sitz in Darmstadt gegründet.
Bartning starb 1959 in Darmstadt, wo sich auch sein Nachlass im Universitätsarchiv der Technischen Universität Darmstadt befindet. Otto Bartning wurde auf dem Alten Friedhof in Darmstadt bestattet (Grabstelle: I Mauer 23).

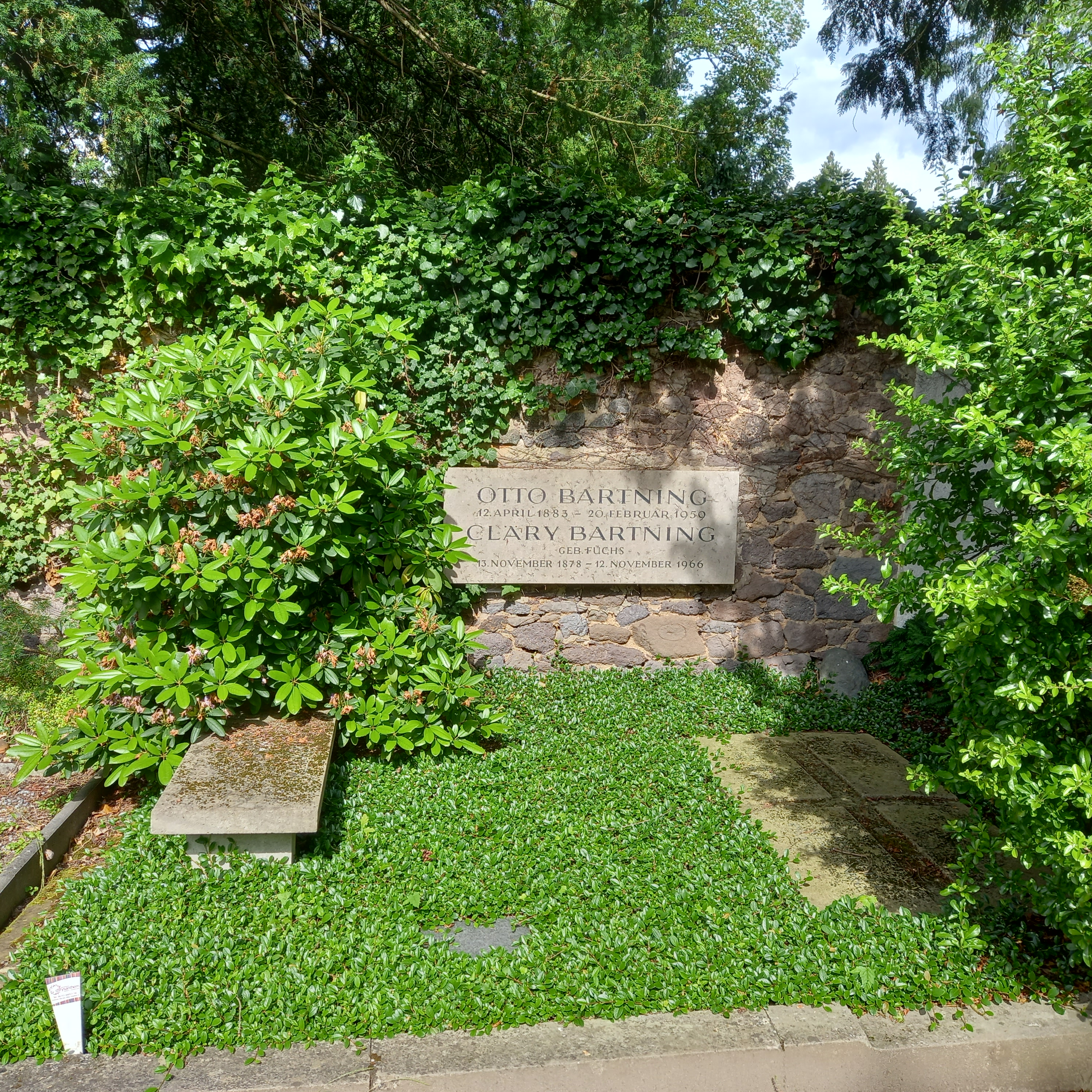
Das Grab von Otto Bartning und seiner Ehefrau Cläry geborene Fuchs auf dem Alten Friedhof in Darmstadt

Bartning war seit 1909 mit Cläry (Klara) Fuchs (13. November 1878 – 12. November 1966) verheiratet. Das Paar hatte drei Kinder: Marianne verehlichte Hartmann (1910–2006), Peter (1913–1942) und Sibylle (geb. 1917). Theodor Heuss, der mit Bartning befreundet war, schätzte an ihm die „Begegnung rationaler Verständigkeit mit innerer Poesie“.

## Ehrungen
- 1924: Ehrendoktorwürde der Theologischen Fakultät der Albertus-Universität in Königsberg für die gelungene Entwicklung des Skelettbaus für die sakrale Nutzung[14][15][16]
- 1952: Ehrendoktorwürde der Ingenieurwissenschaften der Technischen Hochschule Aachen für sein Engagement in der Technischen Kommission zum Wiederaufbau Helgolands[15][17]
- 1953: Großes Verdienstkreuz der Bundesrepublik Deutschland[14]
- 1958: Goethe-Plakette der Stadt Frankfurt am Main[14]
- 1958: Ernst-Reuter-Medaille in Silber der Stadt Berlin[14]
- 1958: Silberne Verdienstplakette der Stadt Darmstadt[14]
- 1958: Stern zum Großen Verdienstkreuz der Bundesrepublik Deutschland[14]
- Im Berliner Hansaviertel, an dessen Wiederaufbau er beteiligt war, ist 1960 nach ihm die Bartningallee benannt worden.[18]
- Im Karlsruher Stadtteil Knielingen wurde 2009 eine Straße nach ihm benannt.[19]
- In Darmstadt-Kranichstein wurde eine Straße nach Otto Bartning benannt.
- Auf der Insel Helgoland wurde auf dem Oberland eine Straße nach Otto Bartning benannt.[20]

## Werk

### Bauten (Auswahl)

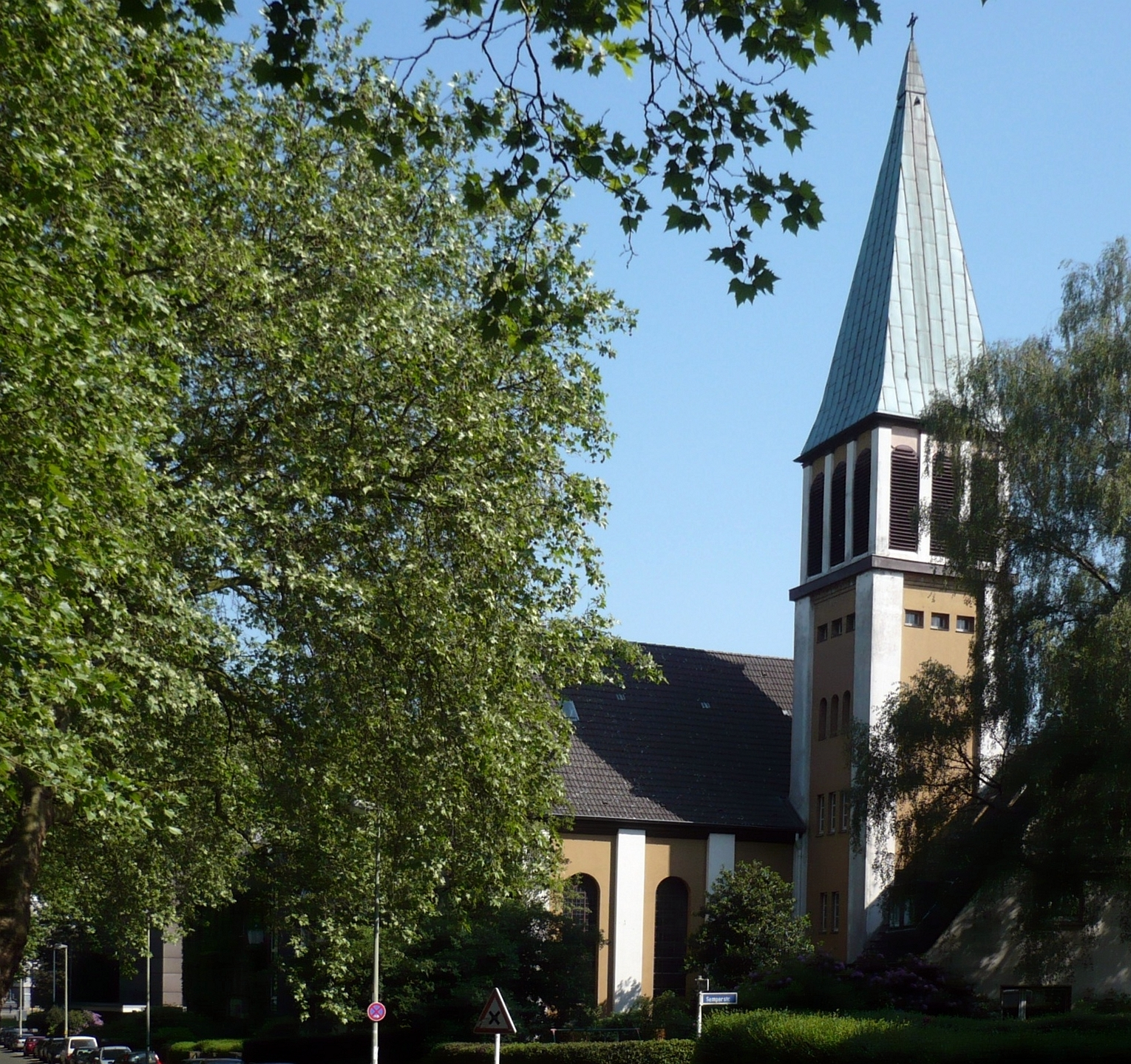
Altlutherische Kirche in Essen-Moltkeviertel, erste Bartning-Kirche in Deutschland

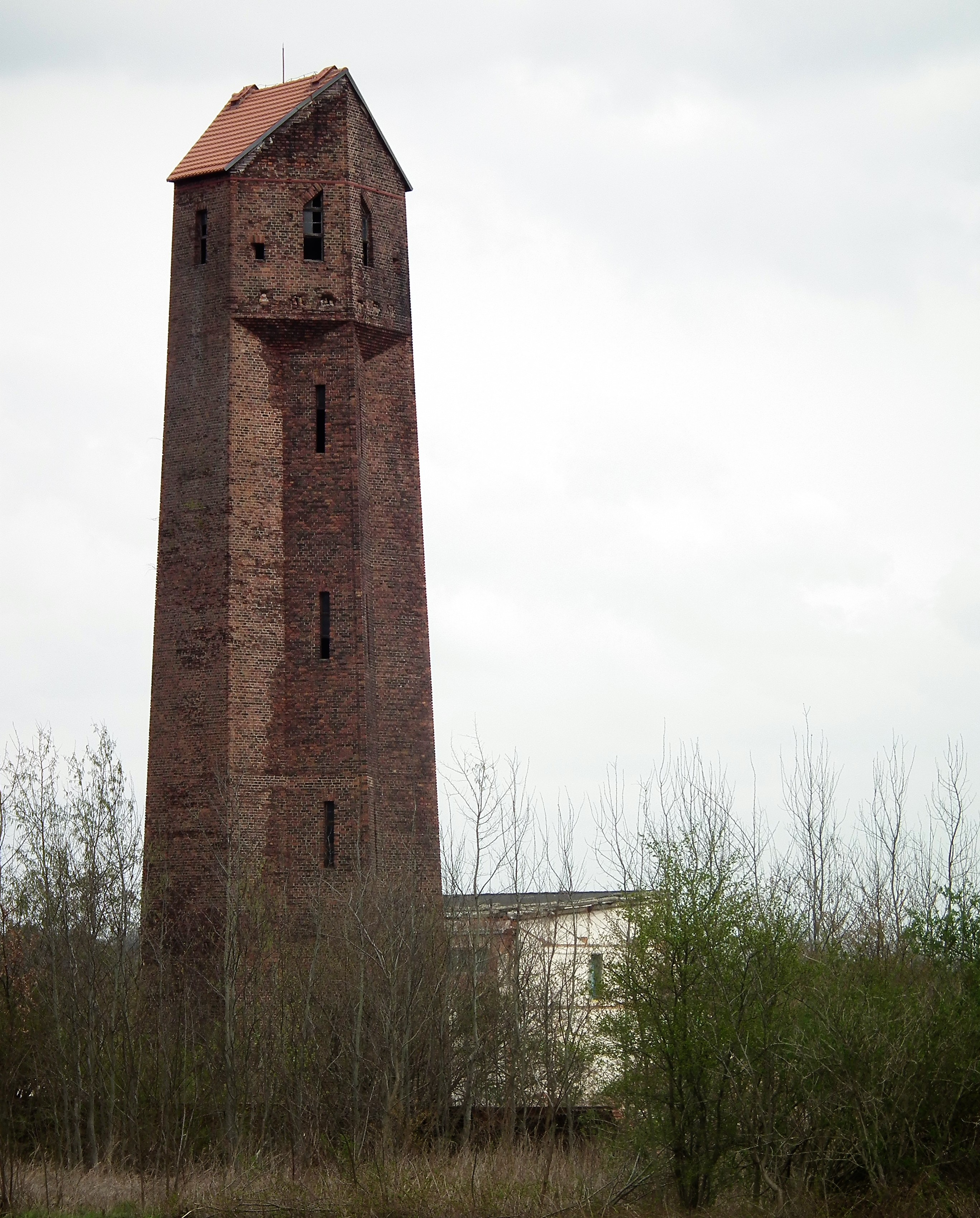
Wasserturm, Zeipauer Dachstein- und Braunkohlenwerke AG in Zeipau (Niederschlesien)

Die 1928 auf der Ausstellung Pressa in Köln vorgestellte doppeltürmige Stahlkirche machte Bartning international bekannt. Hinzu kamen die nach dem Zweiten Weltkrieg errichteten Bartning-Notkirchen.
Chronologische Übersicht von Bauten und Entwürfen:
- 1906–1908: evangelische Friedenskirche mit Pfarrhaus in Peggau (Steiermark, Österreich)[22]
- 1908: evangelische Auferstehungskirche (Projekt) mit Pfarrhaus in Rottenmann (Steiermark, Österreich)
- 1908: Bethaus in Selzthal (Steiermark)[23]
- 1909: evangelische Bergkirche Schenkenhan in Bad Wurzelsdorf (tschechisch Kořenov)
- 1910: Altlutherische Kirche am Moltkeplatz in Essen
- 1910–1911: Friedenskirche in Leibnitz (Steiermark, Österreich)
- 1910: Wohnhaus Pommer in Pichl am Mondsee (Oberösterreich)
- 1911–1912: evangelisches Gemeindezentrum Lutherburg in Neustadt an der Tafelfichte (tschechisch Nové Město pod Smrkem)
- 1911–1912: Evangelische Kirche Graslitz
- 1911–1912: Wohnhaus für Ernst von Simson in Berlin-Dahlem[24]
- 1912: Wohnhaus für Dr. Hartmeyer in Weidlingau (seit 1938 Stadtteil von Wien) (Österreich)
- 1912: evangelische Heilandskirche in Krems an der Donau (Österreich)
- 1913: Wohnhaus Hessel in Berlin-Grunewald
- 1912–1913: Landhaus für Robert Friedlaender-Prechtl in Berlin-Dahlem, Miquelstraße 90[25]
- 1912–1914: evangelische Kaiser-Franz-Josef-Jubiläumskirche in Nassengrub (tschechisch Mokřiny, Ortsteil von Aš, Tschechien)
- 1914: Wohnhaus für Robert von Simson in Berlin-Dahlem, Im Dol 48[26]
- 1921–1922: Wohnhaus Otto Goetz in Köln-Marienburg (zerstört)[27]1922: Grabmal der Familie Aschaffenburg, gelegen im Bunten Garten von Mönchengladbach

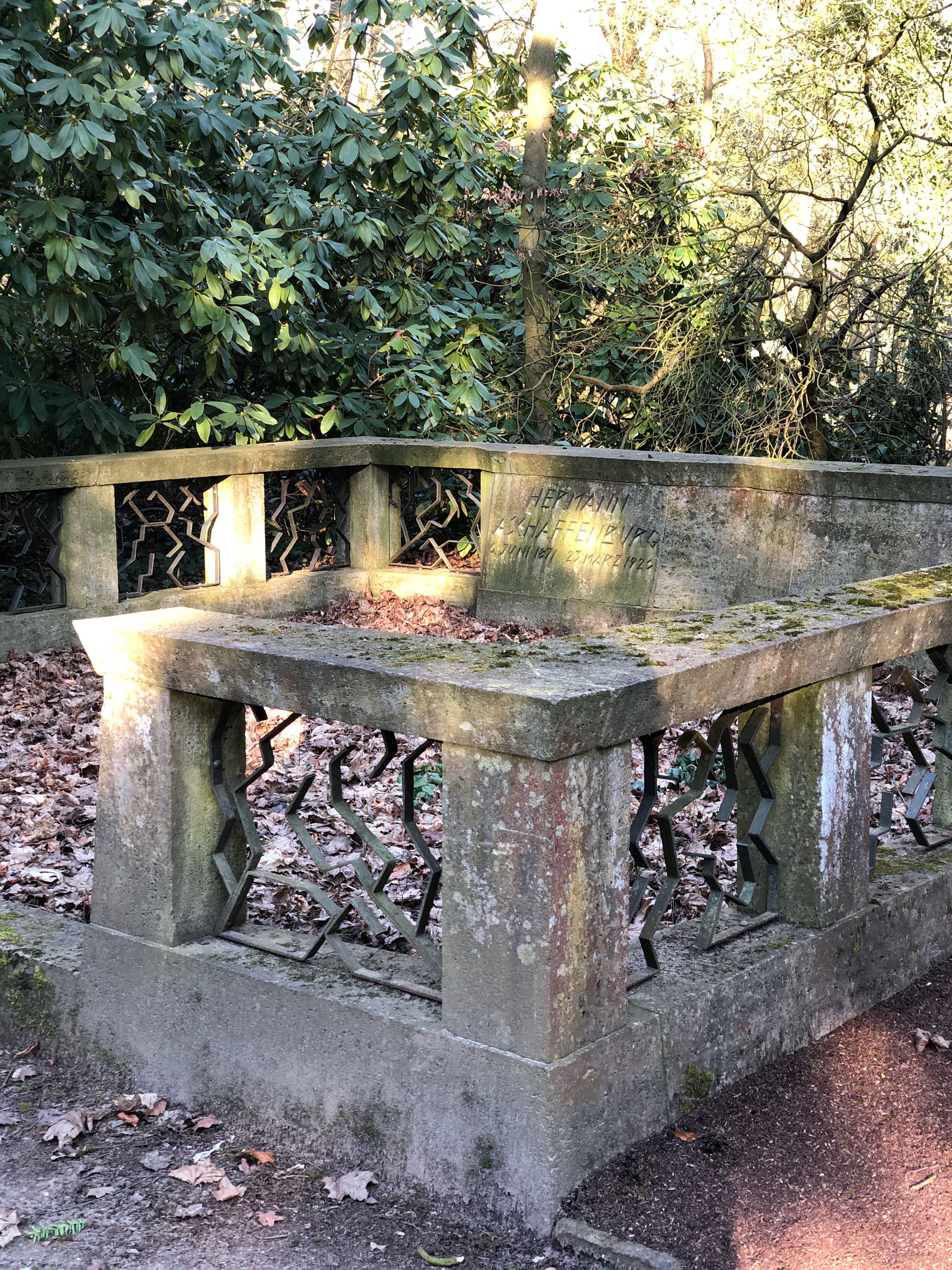
1922: Grabmal der Familie Aschaffenburg, gelegen im Bunten Garten von Mönchengladbach

- 1922: Grabmal Aschaffenburg in Mönchengladbach[28]
- 1922: Idealentwurf (Modell) einer Sternkirche (nicht ausgeführt)Tuchfabrik Schmitz

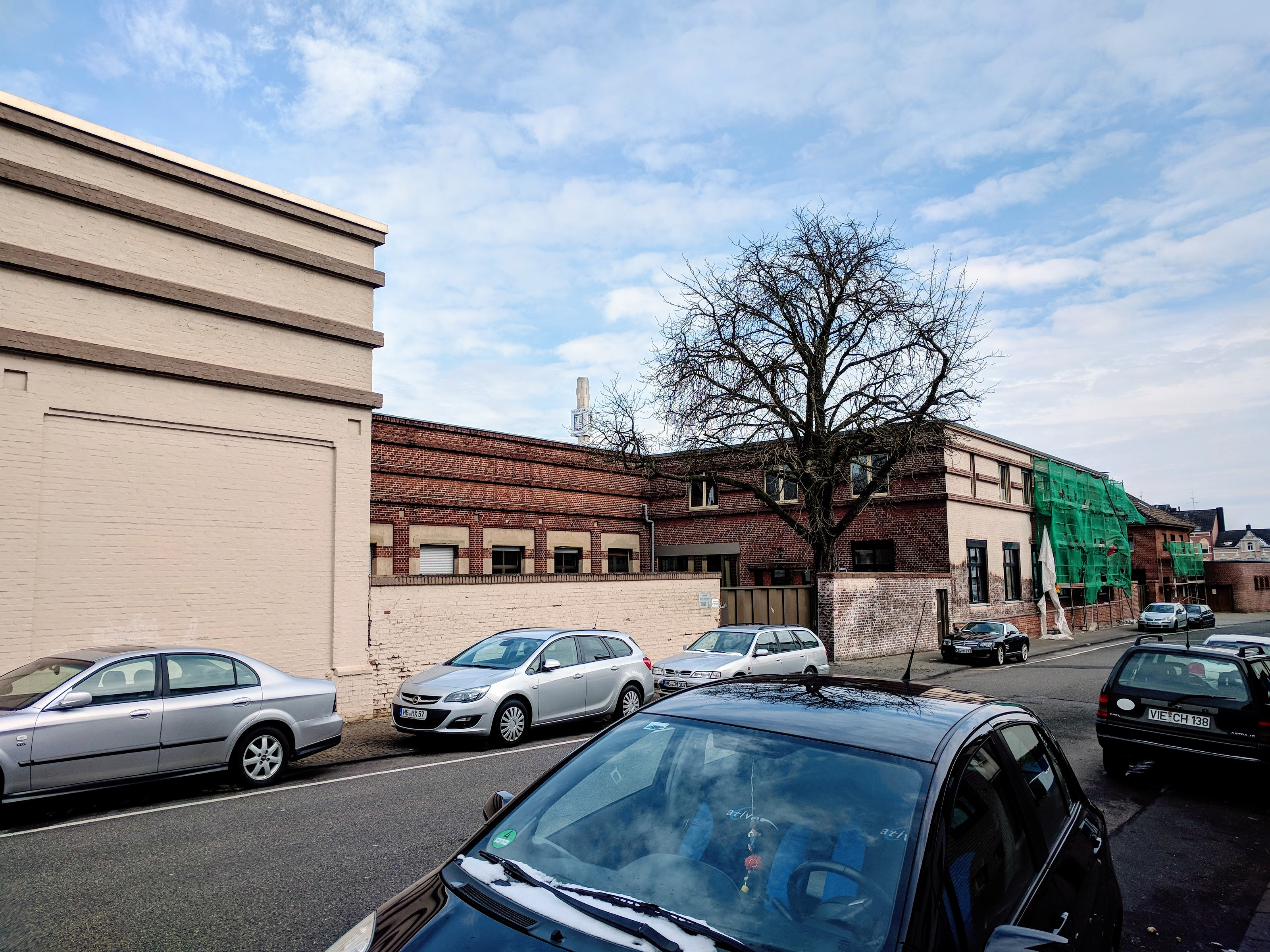
Tuchfabrik Schmitz

- 1923: Tuchfabrik Gebr. Aschaffenburg in Mönchengladbach, ehemals Tuchfabrik Aschaffenburg, an der Sachsenstraße 30[28]

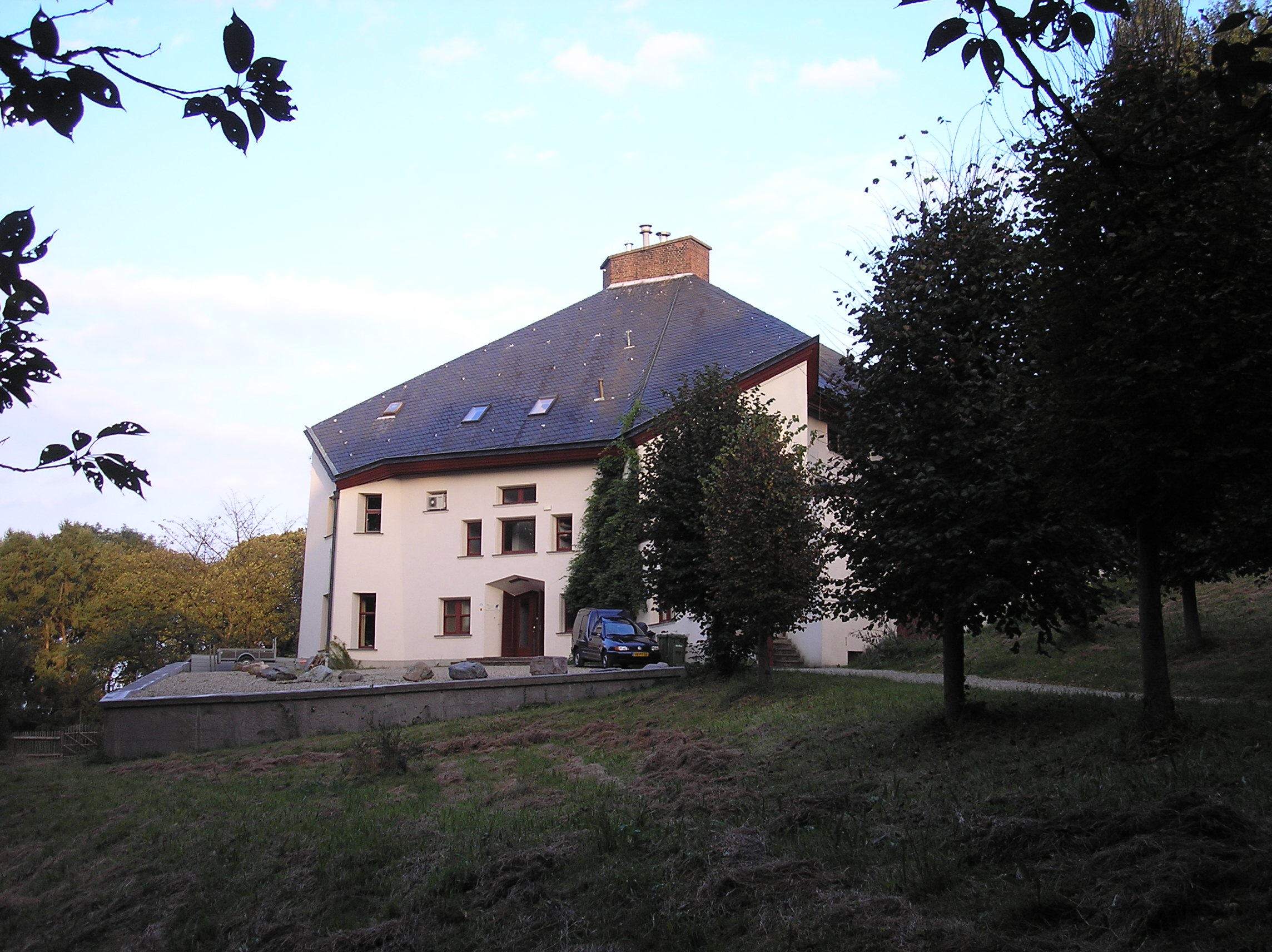
Haus Wylerberg

- 1921–1924: Wohnhaus Schuster, genannt Haus Wylerberg, bei Kleve[29][30]
- 1923–1925: Wasserturm, Direktorenwohnhaus (zerstört)[31] u. a. für die Zeipauer Dachstein- und Braunkohlenwerke AG in Zeipau (Niederschlesien) (seit 1945 Szczepanów, Gemeinde Iłowa, Polen)
- 1924: Ladenausbau Franz Lieck und Heider in Berlin[28]
- 1924: Treppenhaus in Friedland (Schlesien)[28]
- 1924: Gutshof in Merkelsdorf in Böhmen[28]
- 1924–1925: Handwerkersiedlung Gildenhall[28]
- 1925–1926: Kreiskinderheim am Ruppiner See[32][28]
- 1925: Wohnhaus Metzger bei Potsdam[28]
- 1925: Bürohaus für das Deutsche Rote Kreuz in Berlin[28]
- 1926: Deutscher Pavillon für die Mailänder Messe, Mailand (Italien)
- 1926–1928: Siedlungsbauten in Berlin-Schöneberg
- 1927–1928: Kinderklinik des Rittberg-Krankenhauses in Berlin-Lichterfelde[33]
- 1927–1928: Verwaltungsgebäude der Elektro-Thermit GmbH in Berlin-Tempelhof[34]Langer Jammer in der Berliner Großsiedlung Siemensstadt

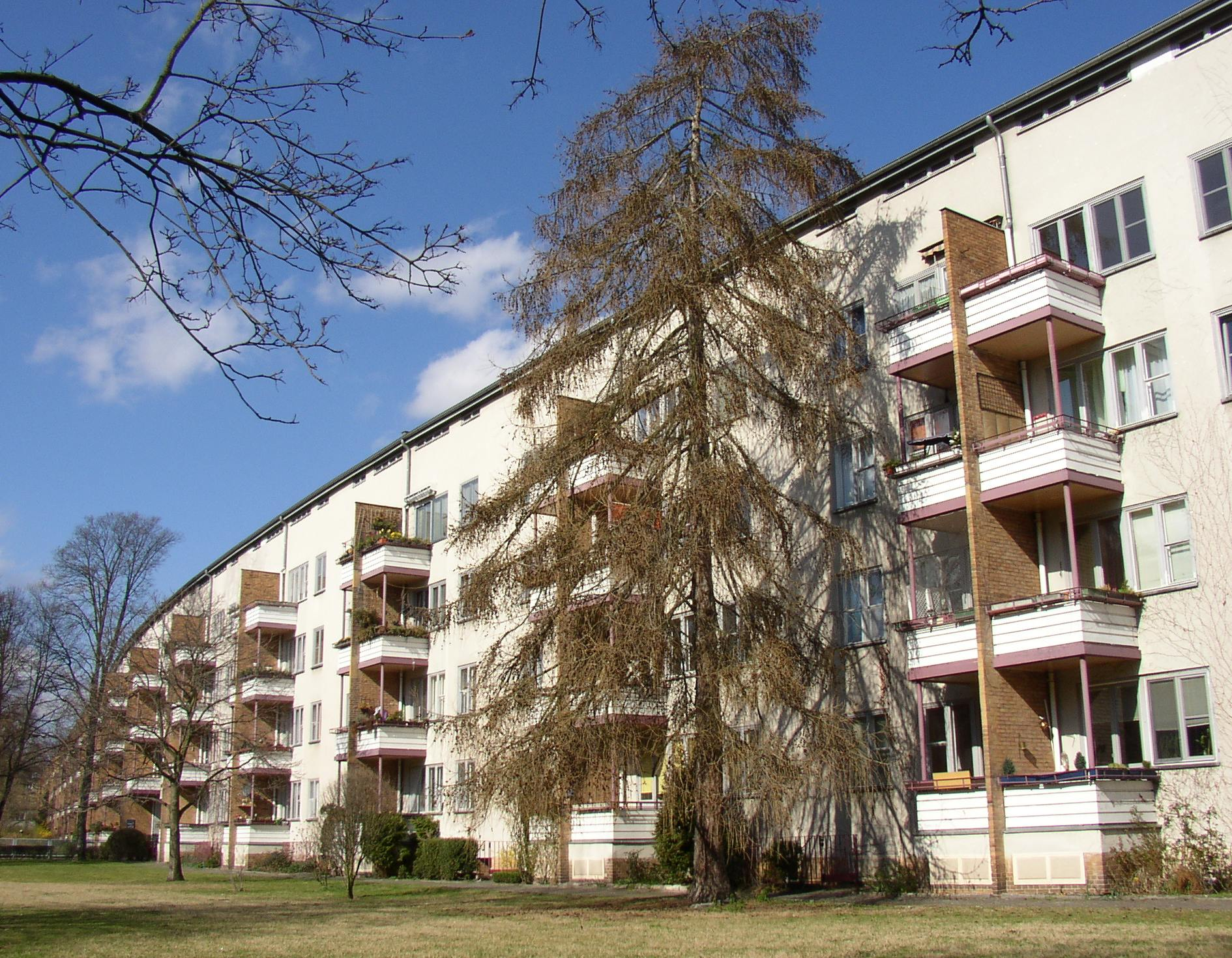
Langer Jammer in der Berliner Großsiedlung Siemensstadt

- 1927–1930: Wohnungsbauten in der Berliner Wohngroßsiedlung Siemensstadt[35]
- 1928: Pressa-Kirche (auch: Stahlkirche) auf der Internationalen Presseausstellung Köln 1928 (Pressa) (1931 nach Essen als Melanchtonkirche verlegt, 1943 beschädigt und 1947 die verbliebene Stahlkonstruktion verschrottet)[36]
- 1928: evangelische Christuskirche mit Gemeindezentrum in Brandenburg an der Havel in der Walzwerksiedlung
- 1928–1929: Musikheim (später: Kleist-Theater) in Frankfurt (Oder), Gerhart-Hauptmann-Straße 3/4[37][38]
- 1928–1930: Studentenhaus / Mensa der Universität in Jena, Philosophenweg (gemeinsam mit Ernst Neufert im „aktiven Bauatelier“ der Staatlichen Bauhochschule Weimar)

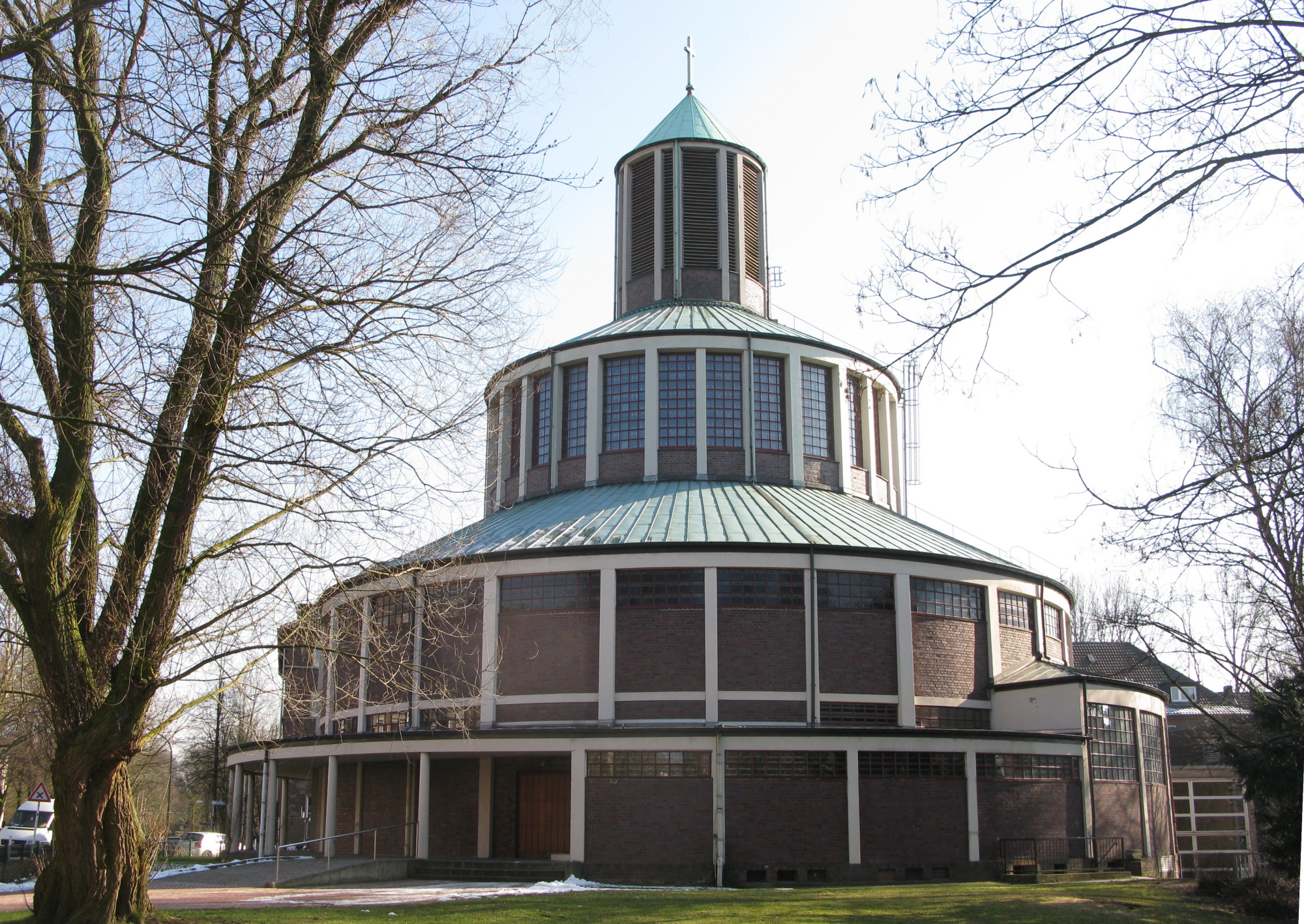
Auferstehungskirche in Essen-Südostviertel

- 1929–1930: evangelische Auferstehungskirche in Essen, Manteuffelstraße

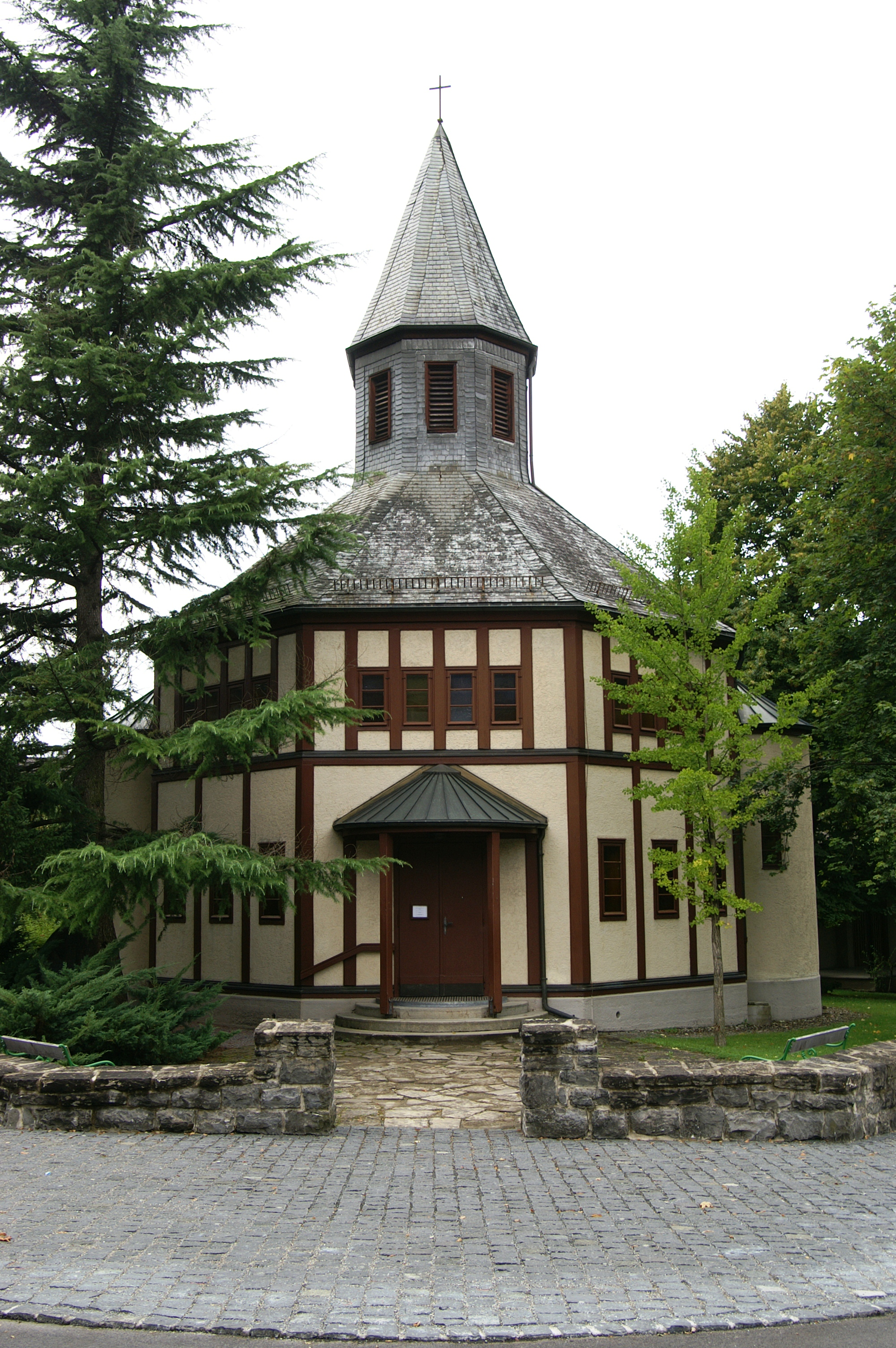
Evangelische Kirche in Dornbirn

- 1930–1931: evangelische Heilandskirche in Dornbirn (Österreich)
- 1932–1934: evangelische Gustav-Adolf-Kirche in Berlin-Charlottenburg, Brahestraße / Herschelstraße[39]
- 1932–1934: evangelische Kirche in Lissabon
- 1934: evangelische Kapelle in Heerlen (Niederlande)
- 1933–1936: Entbindungsklinik Maternité Grand-Duchesse Charlotte in Luxemburg, 4 Rue Ernest Barblé
- 1934–1935: evangelische Markuskirche in Karlsruhe, Weinbrennerstraße 23
- 1936: evangelische Kreuzkirche in Chemnitz, Andréplatz
- 1936: evangelische Christuskirche in St. Blasien[40] (1989 durch Brand zerstört, 1991 nach den alten Plänen neu errichtet); wurde zum Prototyp der nach 1945 von Bartning errichteten hölzernen Notkirchen
- 1937: eigenes Wohnhaus in Berlin-Westend, Nußbaumallee 42[41]

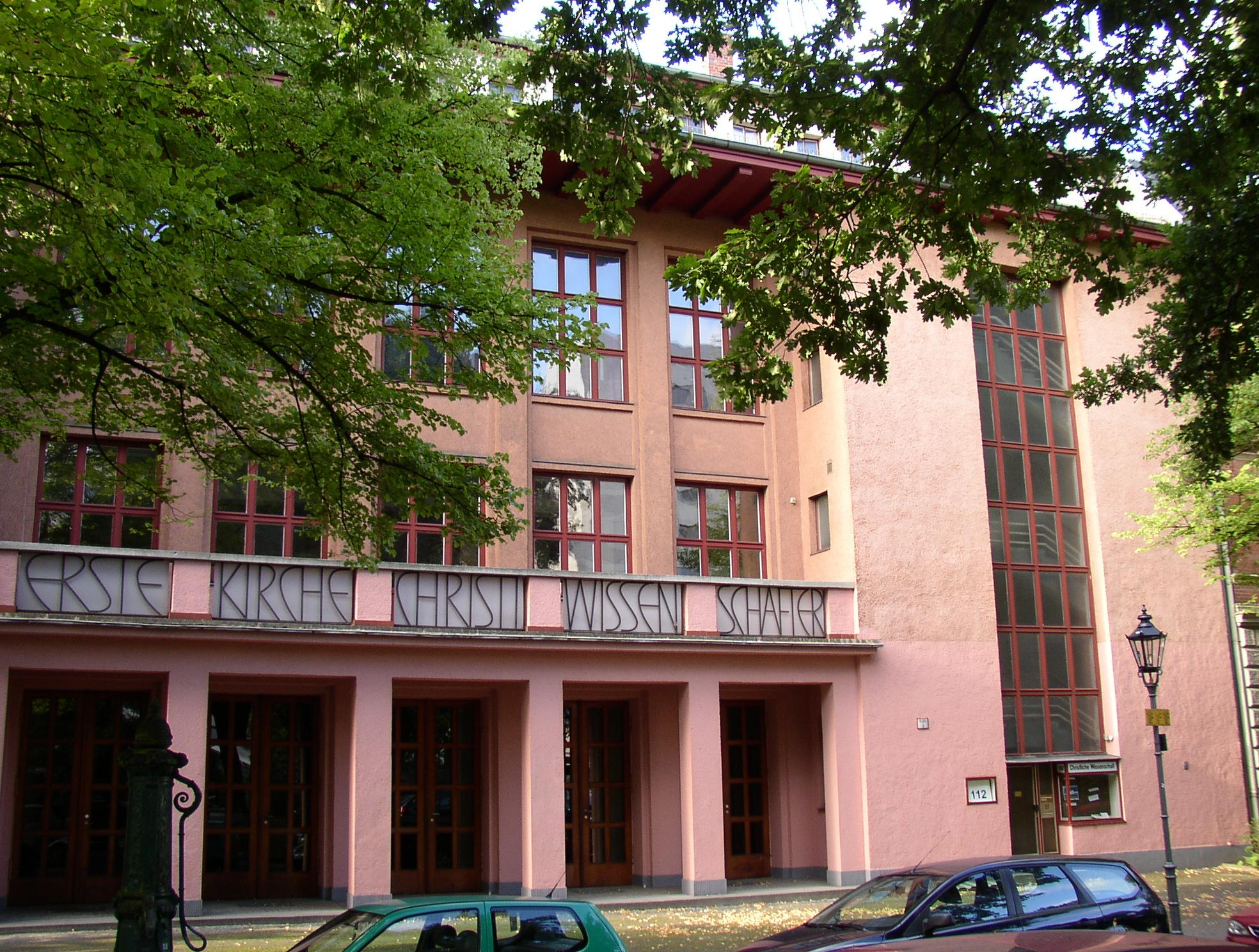
Erste Kirche Christi Wissenschaftler in Berlin-Wilmersdorf

- 1936–1937: Erste Kirche Christi Wissenschafter, Berlin (1956–1957 durch Bartning wiederaufgebaut[42])
- 1937–1938: evangelische Christuskirche in Görlitz-Rauschwalde
- 1938: evangelische Paul-von-Hindenburg-Gedächtnis-Kirche in Stetten am kalten Markt
- 1938: Franz-Rohde-Haus in Karlsruhe
- 1941/42: Kirche der deutschen evangelischen Gemeinde Barcelona[43]
- 1946: Versuchssiedlung in Neckarsteinach

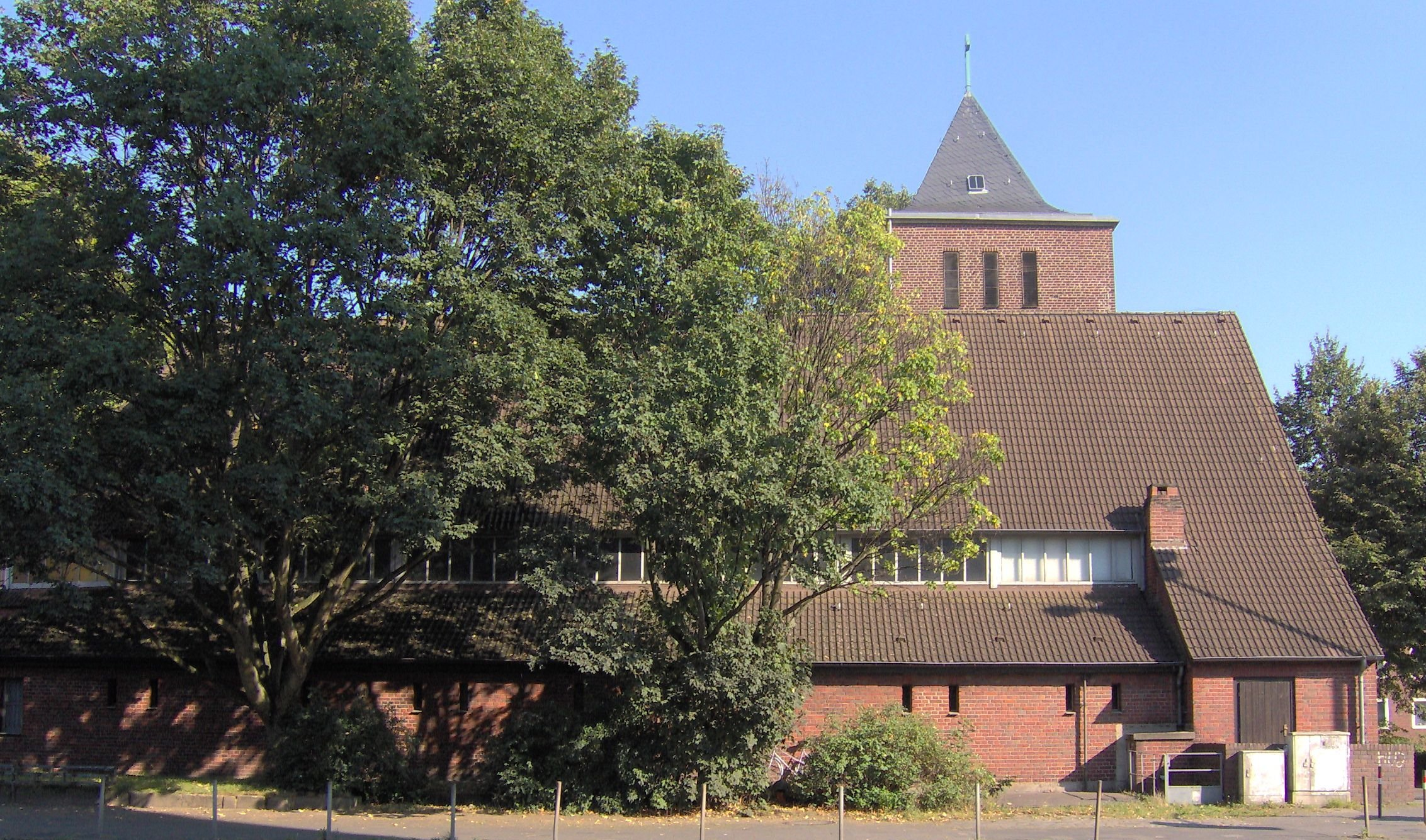
Erlöserkirche in Münster

- 1948–1951: 43 als Bartning-Notkirchen bezeichnete Gotteshäuser des Hilfswerks der Evangelischen Kirchen in Deutschland in Elementbauweise (Baukastensystem), z. B.:
  - Auferstehungskirche in Pforzheim (erste Notkirche 1947)
  - Wichernkirche in Heilbronn (1948)
  - Apostel-Notkirche in Essen (1948/49)
  - Offenbarungskirche, Berlin-Friedrichshain (1948/49)[44]
  - Paul-Gerhardt-Kirche in Dortmund (1948/49)
  - Pankratiuskapelle in Gießen (1948/49)
  - Johanneskirche in Wuppertal (1948/49)
  - Bethanienkirche in Frankfurt am Main (1948/49)
  - Lutherkirche in Mainz (1949)
  - St.-Petri-Kirche in Hannover-Döhren (1949)
  - Friedenskirche in Karlsruhe (1949)
  - Andreaskirche in Bremen-Gröpelingen (1949)
  - Erlöserkirche in Münster (1949/50)
  - Trinitatiskirche in Leipzig, Anger-Crottendorf (1949/50)
  - Matthäuskirche in Darmstadt (1949/50)
  - Johanniskirche in Rostock (1949/50)
  - Ludwig-Hofacker-Kirche in Stuttgart (1949/50)
  - Kreuzkirche in München (1950)
  - Lukaskirche in Worms am Rhein (1950)
  - Gnadenkirche in Chemnitz, Borna-Heinersdorf (1950/51)
  - Friedenskirche in Stralsund (1950/51)
  - Neue Kirche in Wismar (1950/51)
  - Zionskirche in Kassel
  - Golgathakirche in Dachau/Allach – Im Konzentrationslager in Dachau errichtet, in den 1970er Jahren auf das Gelände des ehemaligen KZ-Außenlagers München-Allach versetzt

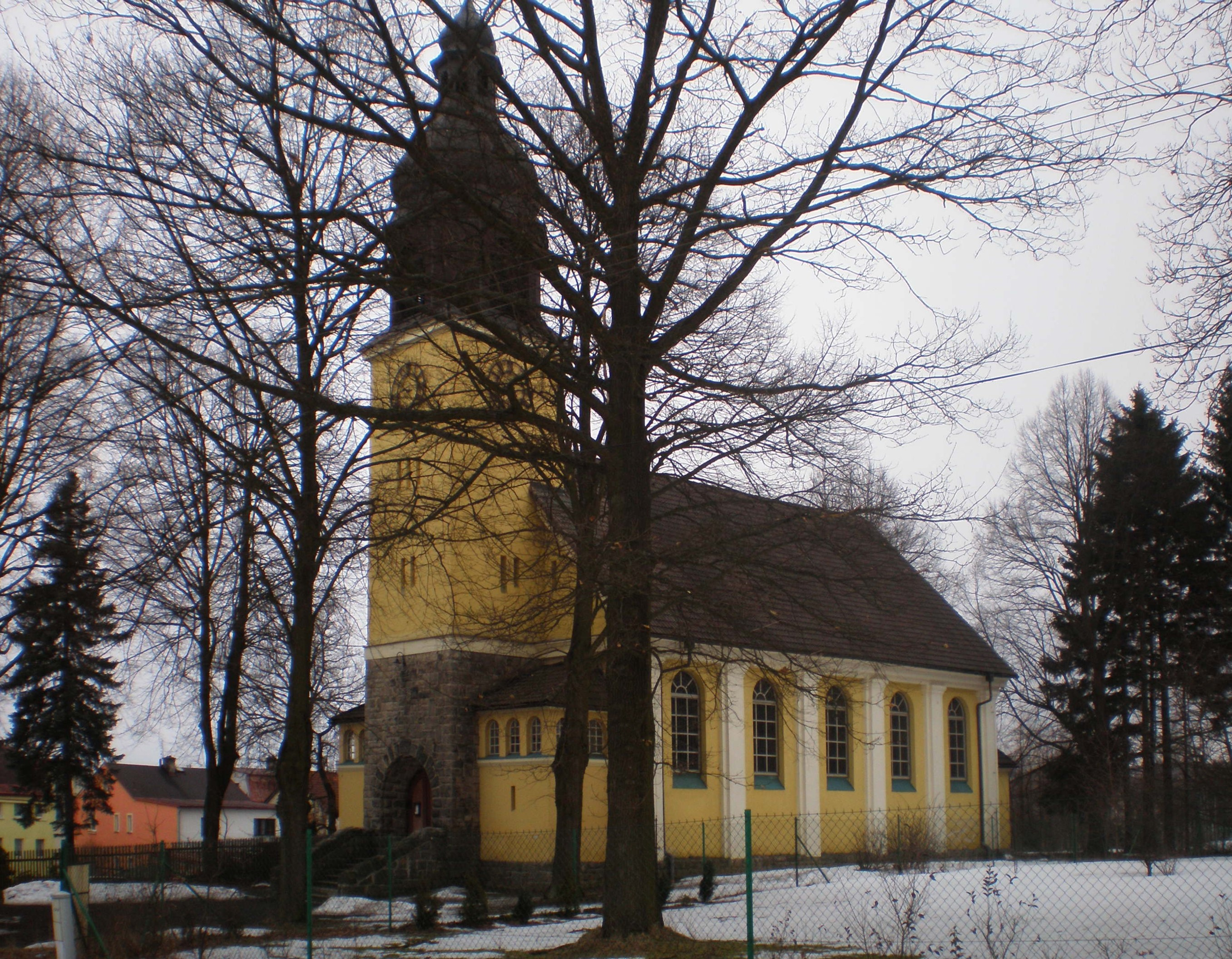
Evang. Kirche Nassengrub (Tschechien)

- 1949–1953: etwa 50 weitere Notkirchen eines Nachfolgeprogramms der neuen Typen Gemeindezentrum und Diasporakapelle, z. B.:
  - Diasporakapelle (heutige Friedhofskapelle) 1951 auf dem Dorotheenstädtischen Kirchhof II[45]
  - Pauluskirche in Bilshausen, heute Landkreis Göttingen, 1951
  - Erlöserkirche/Gemeindezentrum in Neuss-Reuschenberg 1950–1951 (Notkirche Typ „D“ in die Denkmalliste aufgenommen)
  - Segenskirche Delbrück, 1949, Typ Gemeindezentrum[46] (heute Privathaus)
  - Erlöserkapelle Gerzen bei Landshut, 1951 (Notkirche, in die Denkmalliste aufgenommen)
- ab 1952: Wiederaufbau der im Zweiten Weltkrieg zerstörten Insel Helgoland
- 1952–1953: Umbau der Burg Fürsteneck zur Bildungsstätte

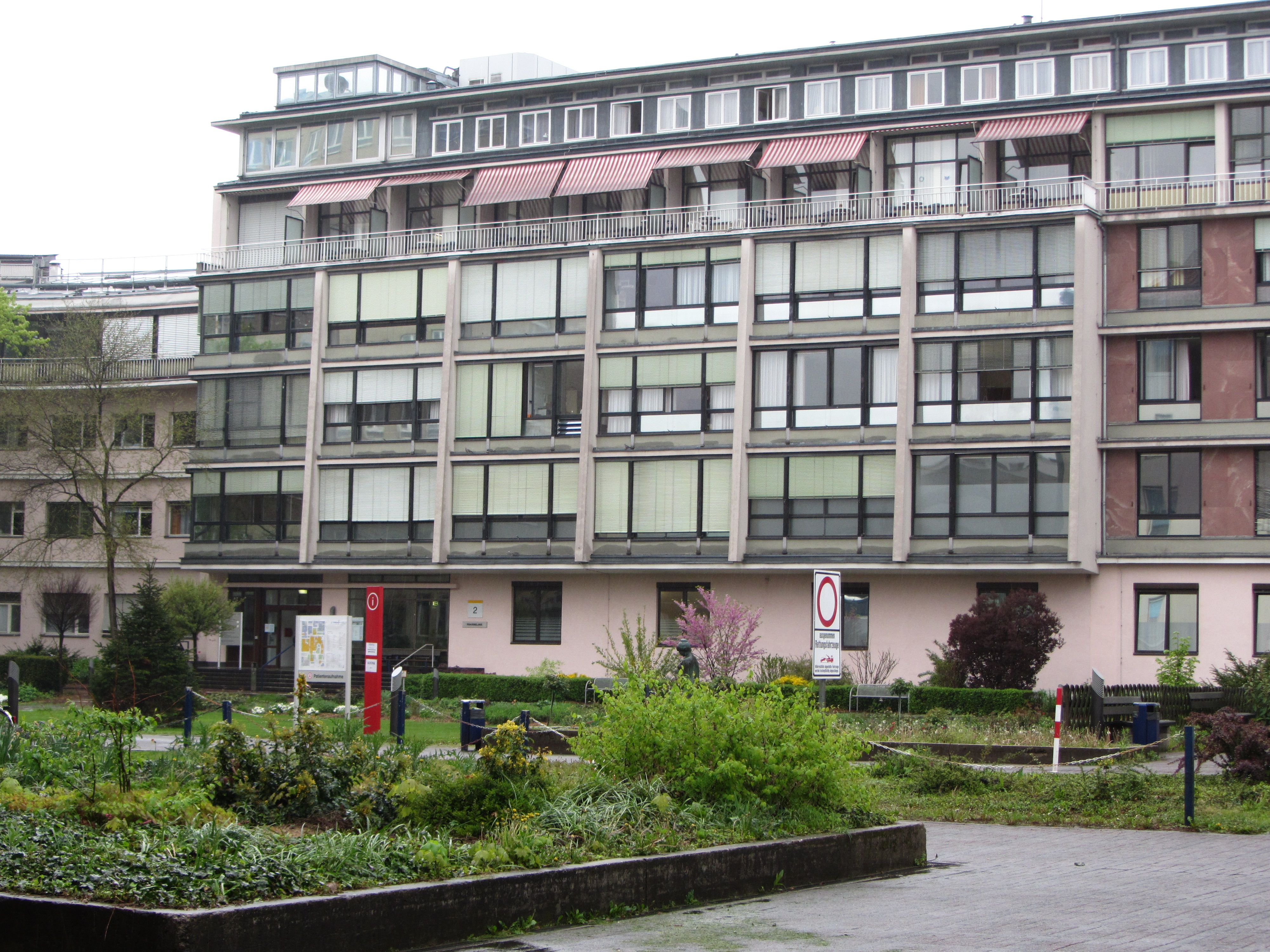
Klinikum Darmstadt, Frauenklinik, Otto-Bartning-Bau (2013)

- 1952–1954: Frauenklinik in Darmstadt
- 1952–1957: Wiederaufbau der Johanniskirche in Berlin-Moabit[47]
- 1952: evangelische Erlöserkirche Emsbüren-Leschede
- 1953: evangelische Christuskirche in Bonn-Bad Godesberg
- 1953–1954: evangelische Johanneskirche in Leverkusen-Manfort
- 1954–1956: evangelische Himmelfahrt-Kirche mit Gemeindehaus in Berlin-Gesundbrunnen, Ersatzbau für die im Krieg zerstörte und enttrümmerte alte Himmelfahrtkirche[48][49]
- 1955–1959: Wiederaufbau der Dreifaltigkeitskirche in Worms
- 1956: Wohnhaus Kundel in Karlsruhe
- 1956–1957: evangelische Erlöserkirche in Marl-Brassert
- 1957: Friedhofskapelle Walle mit angebautem Krematorium in Bremen
- 1957–1960: Sparkasse in Heidelberg, Kurfürstenanlage 10/12 (mit Otto Dörzbach)
- 1957–1963: Deutsche Schule in Lissabon (Portugal)
- 1958–1960: evangelische Thomaskirche in Karlsruhe[50]
- Bankgebäude in der Innenstadt von Pforzheim (2010 abgerissen)
- Fabrikgebäude der Firma Saacke in Pforzheim und Villa des Fabrikanten Saacke in Eutingen

### Schriften
- Vom neuen Kirchbau. Berlin 1919. Neuausgabe: Otto Bartning: Vom neuen Kirchbau. Mit Anmerkungen und Nachworten versehen, hrsg. von Peter Schüz. Göttingen 2019, ISBN 978-3-412-51655-0
- Erdball. 1947.[17]
- Erde Geliebte. 1956.[17]
- Hermann Wandersleb (Hrsg.): Neuer Wohnbau, Band 2: Durchführung von Versuchssiedlungen. Otto Maier Verlag, Ravensburg 1958.
- Alfred Siemon (Hrsg.): Vom Raum der Kirche. Aus Schriften und Reden (= Baukunst des 20. Jahrhunderts, 2). Rasch, Bramsche 1958.
- Oskar Beyer (Hrsg.): Otto Bartning in kurzen Worten. Aus Schriften und Reden des Architekten. Furche-Verlag, Hamburg 1954.
- Die 48 Notkirchen in Deutschland. Schneider, Heidelberg 1949.
- Entzückte Meerfahrt. Rowohlt, Reinbek 1958.
- Vom neuen Kirchenbau. In: Planen und Bauen im neuen Deutschland. Köln/Opladen 1960, S. 158 f.

## Otto Bartning-Arbeitsgemeinschaft Kirchenbau (OBAK)
Die Otto Bartning-Arbeitsgemeinschaft Kirchenbau e. V. (OBAK) ist ein Verein zur Erforschung und Verbreitung des Werks von Otto Bartning. Die Arbeitsgemeinschaft ist mit ihrem Internetauftritt digitaler Grundstock des Otto-Bartning-Archivs der Technischen Universität Darmstadt, weil sie wesentlich zur Digitalisierung seines Werks beigetragen hat und fortlaufend beiträgt.
Der Verein wurde am 29. Mai 2003 auf dem Ökumenischen Kirchentag in Berlin als Initiative von Privatpersonen begründet. Nach der Gründungsversammlung vom 4. Mai 2006 wurde der Verein 2006 beim Registergericht eingetragen. Die OBAK ist als gemeinnützig anerkannt zur Förderung gemeinnütziger Zwecke der Förderung von Kunst und Kultur sowie wissenschaftlicher Zwecke.
Die OBAK richtete anlässlich des Bauhausjahres 2009 in Erfurt die Ausstellung Otto Bartning und das (andere) Bauhaus aus und in Berlin ein Crossover-Kunstprojekt: Die Welt ist Energie – Performance, Malerei und Klangcollage und liefert für zahlreiche Publikationen zu Bartning das Bildmaterial. Seit 2009 betreibt sie das europäische Projekt eurOB zur internationalen Vernetzung von Kunsthistorikern und Architekten zum Thema Bartning. 2012 wurde eine Initiative gestartet mit dem Ziel, die zwischen 1947 und 1953 entstandenen Typenkirchen und Notkirchen Bartnings in die Liste des UNESCO-Weltkulturerbes aufzunehmen.

## Ausstellungen
- 2017/2018 Otto Bartning (1883–1959), Architekt einer sozialen Moderne. Eine Ausstellung der Akademie der Künste, Berlin, und der Wüstenrot Stiftung in Zusammenarbeit mit der Städtischen Galerie Karlsruhe, dem Institut Mathildenhöhe Darmstadt und der Technischen Universität Darmstadt, Kuratorin Sandra Wagner-Conzelmann. Akademie der Künste[56][57] 31. März – 18. Juni 2017, Städtischen Galerie Karlsruhe 22. Juli – 22. Oktober 2017, Institut Mathildenhöhe Darmstadt 19. November 2017 – 18. März 2018
- 2019/2020 Bartning.Bartning.Bartning. Architekt der Moderne. LVR-Freilichtmuseum Kommern. Rheinisches Landesamt für Volkskunde, Kuratorin Sandra Wagner-Conzelmann, 6. Oktober 2019 – 25. Oktober 2020, als Beitrag zu dem Projekt „100 Jahre Bauhaus im Westen“ des Ministeriums für Kultur und Wissenschaft des Landes Nordrhein-Westfalen, des Landschaftsverbands Westfalen-Lippe (LWL) und des Landesverbands Rheinland (LVR). Im Zentrum der Ausstellung steht Otto Bartnings Beitrag zur Geschichte des seriellen Bauens. Anlass dafür bot die auf das Museumsgelände translozierte Diasporakapelle aus Overath, die Teil des Notkirchenprogramms Bartnings ist.